# 京杭大运河

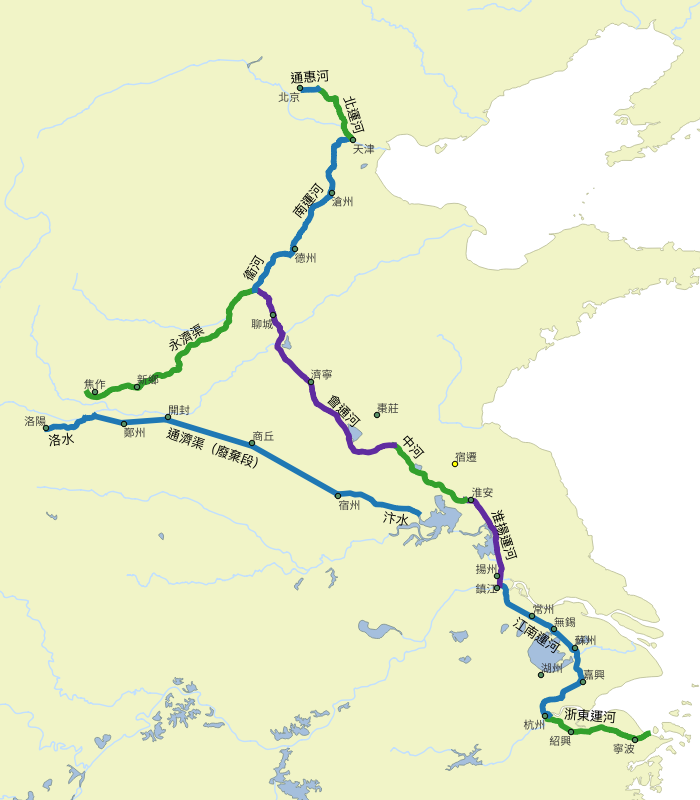
大運河历史河道

京杭大运河，位于中国东部，为大运河的一条干线。2014年，京杭大运河作为大运河的一部分，被列入世界遗产名录。京杭大运河北起北京通州五河交汇处，南至杭州，流经北京、天津、河北、山东、江苏和浙江四省二市，沟通海河、黄河、淮河、长江和钱塘江五大水系，全长1794公里。

## 历史沿革

### 缘起
京杭大运河的基础为隋代统一南北以后修建的隋唐大运河。隋朝将以前开凿的运河水道以及自然水道加上运河组成了以隋朝京都洛阳为中心，向北到涿郡，向西到大兴，向南到余杭的水路网。元世祖忽必烈希望将经济中心江南与政治中心元大都相连接，决定在隋唐大运河基础上对其进行改建。改建保留了古邗沟、江南运河等河段，中间裁弯取直，不经洛阳而在山东开凿了新的运河，使得两点距离缩短。
古代陆上运输只能依靠人力和畜力，速度緩慢，运量又小，费用和消耗却甚大。所以大宗货物都尽量采用水路运输。中国天然形成的大江大河大都是从西往东横向流动的。但是在黄河流域历经战乱破坏，而长江流域得到开发以后，中国就逐渐形成了经济文化中心在南方，而政治军事中心在北方的局面（如宋人王應麟言「今之沃壤，莫如吳越閩蜀」，明人于慎行言「三代以前，江北繁盛，江南曠闊。漢晉以下，江南富實，江北凋敝。蓋由三國五胡之亂，兵害戰爭多在江北」）。为保证南北两大中心的联系，保证南方的赋税和物资能够源源不断的运往京城，开辟并维持一条纵贯南北的水路运输干线，对于历代朝廷就变得极其重要，明清两代更在淮安府城（今淮安市淮安区）中心专门设立漕运总督和下属庞大的机构，负责漕运事宜。在海运和现代陆路交通兴起以前，京杭大运河的货物运输量一般占到全国的3/4。
历朝历代对大运河的延伸、扩宽，这很大程度上是因为江南一带在全国农业发展地位不断加强、物流需求日益加大所导致的。中华人民共和国成立后，政府也对京杭大运河进行过多次疏浚。

### 邗沟
春秋末年，位于太湖流域的吴王夫差为了与中原的晋国争霸，于前486年修筑邗城（今扬州附近），作为北上据点，并在城下开凿运河到末口（今江苏淮安市淮安区城北北辰坊），沟通长江與淮河，以运输军队和辎重。此运河于前484年完工，后世称为“邗沟”，是大运河中最早有確切紀年的一段河道。在开凿過程中，吳人儘量利用長江、淮河間的天然河道和湖泊，巧妙地以人工渠道連接兩岸，故只凿渠长约150公里。
但是同為吳国所開鑿的胥溪、胥浦才是大運河最早成形的一段，其以伍子胥而命名。胥溪從宜興開始，在蕪湖入長江，使太湖水系第一次和長江聯繫起來。胥浦是在胥溪完工後不久開凿的，它以太湖為起點，經淀山湖和泖湖，流入東海，為太湖開拓了出海口。胥溪、胥浦的開凿，把整個東南水系連成一體。

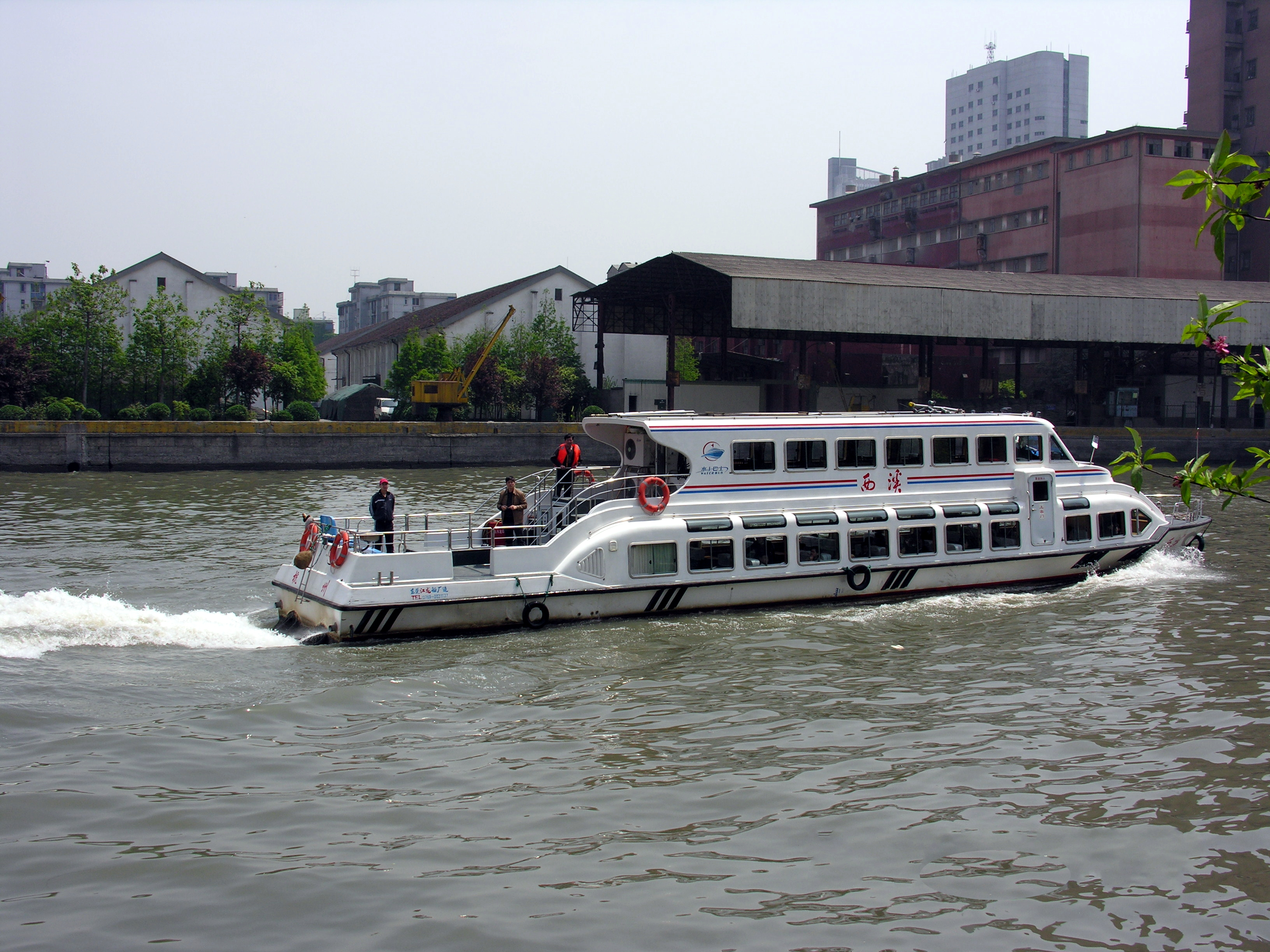
运河上的观光船

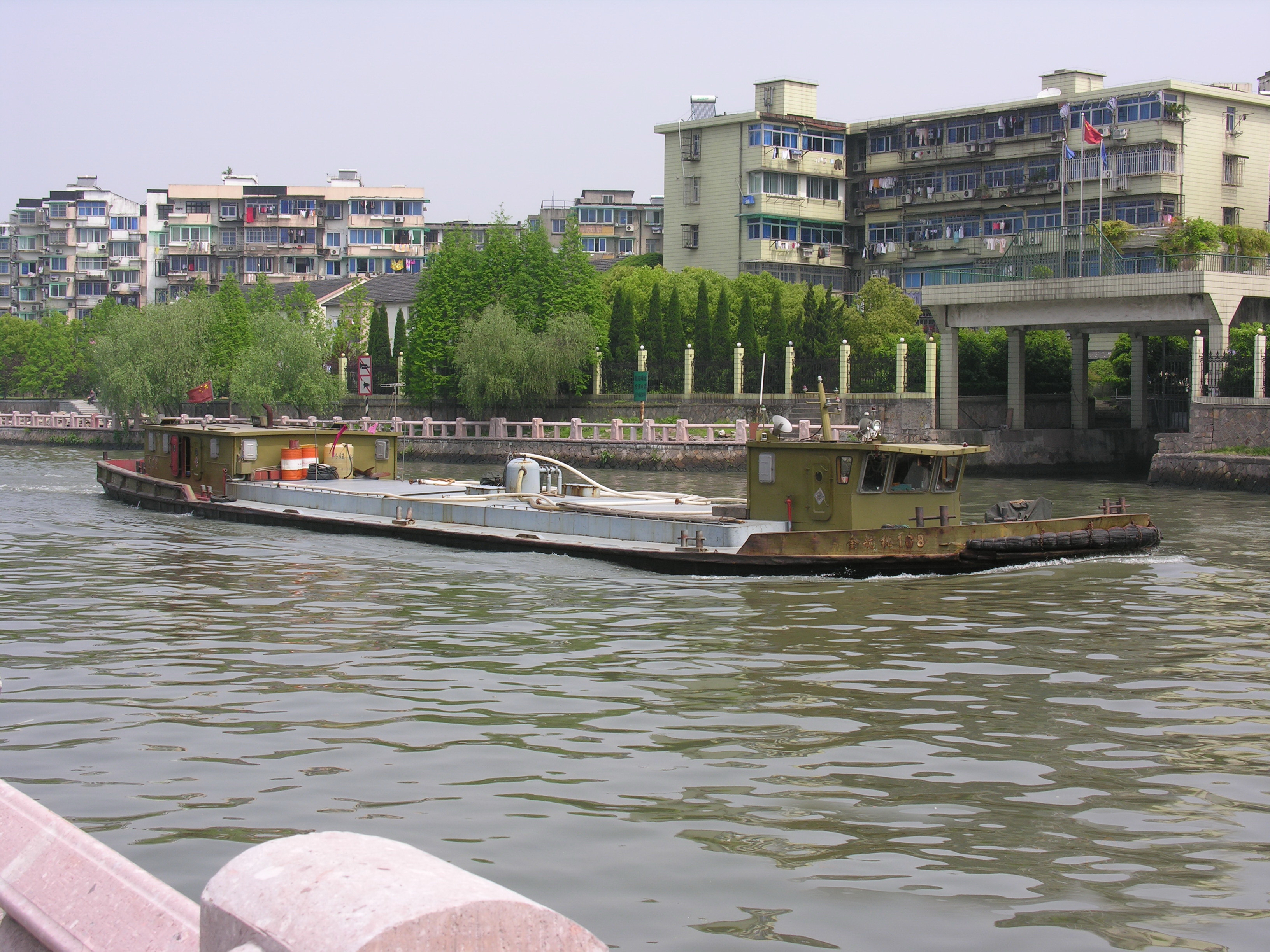
运河上的货船

### 隋朝的大运河
隋代统一南北以后，陆续开挖了以洛阳为航运中心，首尾相接的几段运河。
- 廣通渠：從京城長安至潼關東通黃河。長達300餘里。可以通航“方舟巨舫”。改建工作由宇文愷主持。以渭水為主要水源，除能滿足关中用糧外，還有很大富餘。
- 通濟渠：从洛陽溝通黃、淮兩大河流的水運。隋炀帝杨广即位后，为了南糧北運和加強對東南地區的控制。大業元年（605年），命宇文愷負責營建洛陽，每月役丁200萬人。同時，又令尚書右丞皇甫議，“發河南淮北諸郡男女百餘萬，開通濟渠”（《通鑒·隋紀四》）。通濟渠在黃河南岸，分为东西两段。西段在東漢陽渠的基礎上擴展而成，西起洛陽西面，以洛水及其支流谷水為水源，穿過洛陽城南，到偃師東南，再循洛水入黃河。」 東段西起滎陽西北黃河邊上的板渚，引黃河水進入淮河的支流汴水，經今開封市及杞縣、睢縣、寧陵、商丘、夏邑、永城等縣，再東南，穿過今安徽宿縣、靈壁、泗縣，以及江蘇的泗洪縣，至盱眙縣注入淮水。兩段全長近 2,000里。施工時雖然也充分利用了舊有的渠道和自然河道，但因為有統一的寬度和深度，因此主要還要依靠人工開鑿，工程浩大而艱巨。可是歷時很短，從三月動工，到八月就全部完成了。
- 山陽瀆：北起淮水南岸的山陽（今江蘇淮安市淮安区），徑直向南，到江都（今揚州市）西南接長江。在修建通濟渠的同时，徵調淮南民工10多萬擴建。大體在邗溝的基礎上拓寬、裁直。
- 永濟渠：在黃河以北。从洛阳对岸的沁河口向北，利用衛河和蘆溝（永定河）等自然河道开挖加深，直通涿郡（今北京市境）。大業四年（608年），“詔發河北諸郡男女百餘萬，開永濟渠，引沁水南達於河，北通涿郡”（《隋書·煬帝紀》上）。當年完成。全長1900多里。
- 疏浚江南河：春秋時的吳國，即以都城吳（蘇州）為中心，在太湖平原鑿了許多條運河，其中一條向北通向長江，一條向南通向錢塘江，這兩條南北走向的人工水道，就是最早的江南河。隋煬帝下令作進一步疏浚。《資治通鑒》卷一八一記載：“大業六年冬十二月，敕穿江南河，自京口(今鎮江)至餘杭，八百餘里，廣十餘丈，使可通龍舟，並置驛宮、草頓，欲東巡會稽。”會稽山在今浙江省紹興市東南，相傳夏禹曾大會諸侯於會稽，秦始皇也曾登此山以望東海。隋煬帝也要到會稽山，效仿夏禹、秦皇的故事。

廣通渠、通濟渠、山陽瀆（隋煬帝把後兩者合稱御河）、永濟渠和江南河等渠道，雖然不是同時開鑿而成，但是由於這些渠道都以政治中心長安、洛陽為樞紐，向東南和東北輻射，形成完整的體系，同時，它們的規格又基本一致，都要求可以通航方舟或龍舟，而且互相連接，所以又是一條大運河。這條從長安、洛陽向東南通到餘杭、向東北通到涿郡的大運河，是古今中外最長的運河。由於它貫穿了錢塘江、長江、淮河、黃河、海河五大水系，對加強國家的統一，促進南北經濟文化的交流，都是很有價值的。

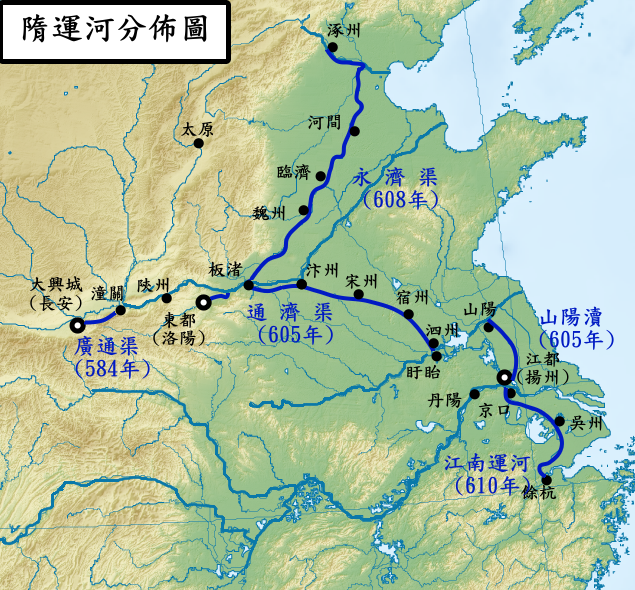
隋唐大运河以東都洛陽為中心，西沿廣通渠達大興城長安，北由永濟渠達涿州、南經通濟渠、山陽瀆和江南運河達江都、餘杭。

洛陽位於中原大平原的西緣，海拔較高，運河工程充分利用這一東低西高、自然河道自西向東流向的特點，開鑿時既可以節省人力和物力，航行時又便於船隻順利通過。特別是這兩段運河都能夠充分利用豐富的黃河之水，使水源有了保證。這兩條如此之長的渠道，能這樣好地利用自然條件，證明當時水利科學技術已有很高的水平。開鑿這兩條最長的渠道，前後用了六年的時間。這樣就完成了大運河的全部工程。隋朝的大運河，史稱南北大運河。它貫穿河北、河南、江蘇和浙江等省。運河水面寬30－70米，長約2,700多公里，是世界上最偉大的工程之一。
隋朝的政治和軍事中心在北方，而南方江淮地區的經濟卻有了较大的發展。北方城市所需要的物資，特別是糧食，有很大一部分要依靠江淮地區供應。大量的物資要從江淮運到長安，甚至運到北方邊疆的軍事重鎮。所以，當時開鑿運河也是为了解決糧食北運的問題。
沿江南運河到京口（今鎮江）渡長江，再順山陽瀆北上，進而轉入通濟渠，逆黃河、渭河向上，最後抵達長安。
但是，開鑿運河的艱巨工程對勞動人民卻是一場災難。隋煬帝強徵幾百萬民工修築運河，嚴重地破壞了生產，使成千上萬的民工慘死在運河工地上。隋煬帝派遣了酷吏麻叔謀主管修河，強制天下15歲以上的丁男都要服役，共徵發了200多萬人。同時又從五家抽一人，或老，或少，或女子，擔負供應民工的夥食炊事。隋煬帝還派出了五萬名彪形大漢，各執刑杖，作為督促民工勞動的監工。
在長江以南，完成了江南運河，這是大運河的南段。實際上，江南運河的雛形已經存在，並且早就用於漕運。“漕”是利用水路運送漕米到集中地點的意思。漕運是中國歷史上一項重要的經濟制度，是利用水道（河道或海道）調運糧食（主要是公糧）的一種專業運輸。中国古代向農戶征收地租和田賦，在很長時期內，採取征收實物的辦法。這些王朝又大都建都在西北和北方的城市，而附近地區所產的糧食，不能滿足京城的需要。因此，把其他地區征收的糧食調運到京城，就成為一項重要的政治措施，為封建統治者所重視。在這種情況下，漕運在中國歷史上形成過一套較完整的制度，並有相應的一套管理系統。漕運用的船，叫做漕船。漕船載運的糧、米，叫做漕糧、漕米。駕駛漕船的軍隊和民工，叫做漕軍、漕丁和漕夫。許多朝代都設專管漕運的官員。遠在秦漢時代，中國史書就已經有了關於漕運的記載，到了隋朝，漕運更有了進一步的發展。

### 元朝的大運河
元朝定都大都（今北京）後，要從江浙一帶運糧到大都。但隋朝的大運河，在海河和淮河中間的一段，是以洛陽為中心向東北和東南伸展的。為了避免繞道洛陽，裁彎取直，元朝就修建了濟州、會通、通惠等河：
- 濟州河和會通河

從元朝都城大都（今北京）到東南產糧區，大部分地方都有水道可通，只有大都和通州之間、臨清和濟州之間沒有便捷的水道相通，或者原有的河道被堵塞了，或者原來根本沒有河道。因此，南北水道貫通的關鍵就是在這兩個區間修建新的人工河道。在臨清和濟州之間的運河，元朝分兩期修建，先開濟州河，再開會通河。濟州河南起濟州（今济宁）南面的魯橋鎮，北到須城（在今東平縣）的安山，全長150余里。至元十八年（1281年）开工，至元二十年八月二十六日（1283年9月18日）凿成。人們利用了有利的自然條件，以汶水和泗水為水源，修建閘壩，開鑿渠道，以通漕運。
元代著名天文学家郭守敬，经过全国精密测量，发现金中都（北京旧址）正南是济州（今嘉祥、汶上南旺附近），即古任城，水脉甚多，汶、泗、沂、洸、济五河并流，泉眼甚多，可以开凿运河，以济通元大都（北京）。因济州位于大都正南，开凿运河路径最短，水脉甚多，世祖至元十七年七月，耿参政、阿里尚书奏：“为姚演言开河事，令阿合马与耆旧臣集议，以钞万锭为佣直，仍给粮食。”世祖从之，遂开凿济州河。金天德二年（1150年），济州治所被洪水淹没，遂西迁地势高冗的任城县（今济宁市）。元代至元八年，升济州为济宁府，至此任城县遂改称济宁府。郭守敬建议在济州正北兴建元大都（今北京），又确定在大都正南的济州，开凿济州河，以连通大都和济州。济州河凿通后，清、济、汶、泗四水入漕，元大都粮食从岁入数十万石，一跃岁入四百万石，元大都迅速崛起，而济州新址任城也一跃由县升府，成为一等城市。
會通河南起須城的安山，接濟州河，鑿渠向北，經聊城，到臨清接衛河，全長250余里。至元二十六年正月十九日（1289年2月10日）开工，至元二十六年六月初四（1289年6月22日）凿成，至元二十六年七月初四日（1289年7月22日），元世祖忽必烈赐名“會通河”。
會通河同濟州河一樣，在河上也建立了許多閘壩。這兩段運河鑿成後，南方的糧船可以經此取道衛河、白河，到達通州。
会通河上曾建闸三十一座，以调节流量，故名“闸河”。但因水源不稳定，河道时患浅滩，不胜重载，故元一代漕粮北运仍以海道为主；元末，会通河废弃不用。
- 壩河和通惠河

由於舊有的河道通航能力很小，元朝很需要在大都與通州之間修建一條運輸能力較大的運河，以便把由海運、河運集中到通州的糧食，轉運到大都。於是相繼開鑿了壩河和通惠河。首先興建的壩河，西起大都光熙門（今北京東直門北面，當年這裡是主要糧倉所在地），向東到通州城北，接溫榆河。這條水道長40余里，至元十六年（1279年），开凿完成后作为运粮河使用。地勢西高東低，差距20米左右，河道的比降較大。為了便於保存河水，利於糧船通航，河道上建有七座閘壩，因而這條運河被稱為壩河。
後來因壩河水源不足，水道不暢，元朝又開鑿了通惠河。負責水利的都水监郭守敬（1231－1316年），从昌平化庄村东龙山的白浮泉引水源到积水潭集蓄起來，然後經皇城東側南流，東南去文明門（今北京崇文門北），東至通州接白河。全长164里。1292年正月开工，1293年七月凿成，至元三十年七月二十三日（1293年8月26日），元世祖忽必烈赐名“通惠河”。
通惠河建成後，从南方来的大批漕船可直达大都城内积水潭。积水潭成了繁華的碼頭，“舳艫敝水”，元大都成为内陆港，熱鬧非常。
元朝開鑿運河的幾項重大工程完成後，便形成了今天的京杭大運河，全長1700多公里。京杭大運河利用了隋朝的南北大運河不少河段，如果從北京到杭州走運河水道，前者比後者縮短了900多公里的航程。

### 明清的大运河

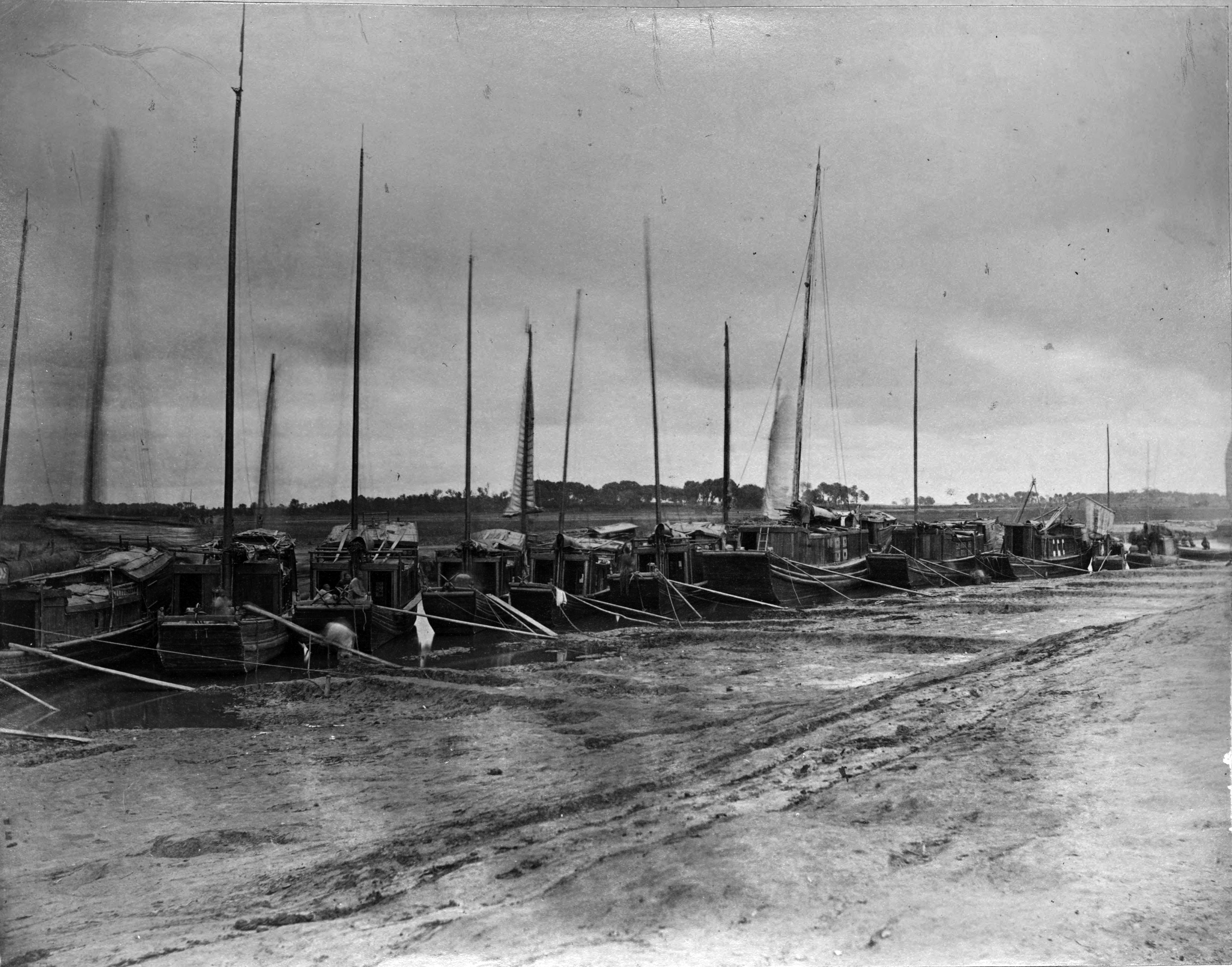
19世纪末，北京通州大运河段停泊的船只

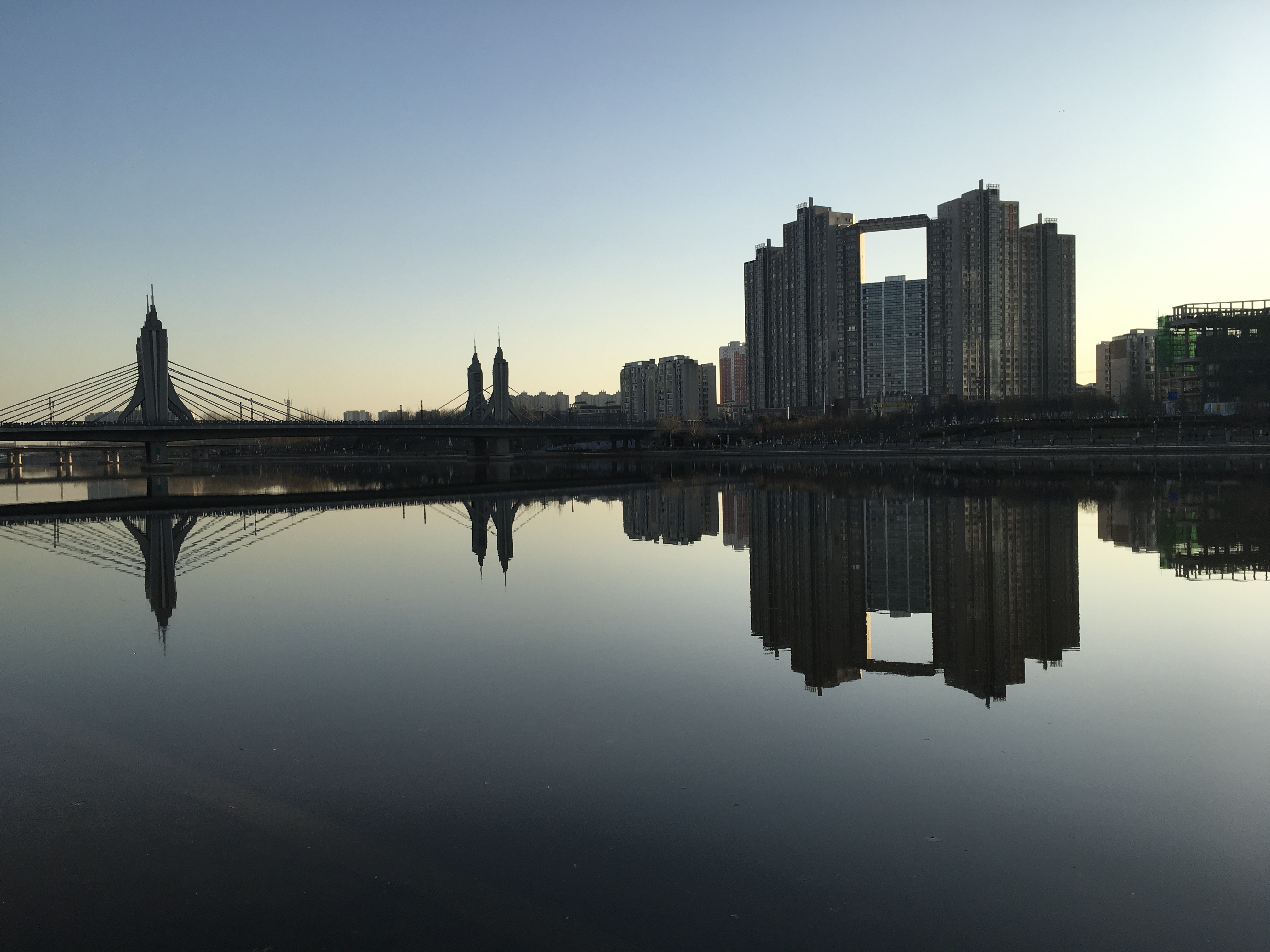
2021年，北京通州大运河段

明、清兩代，又對大運河中的許多河段進行了改造。京杭大运河分为以下七段：

#### 通惠河

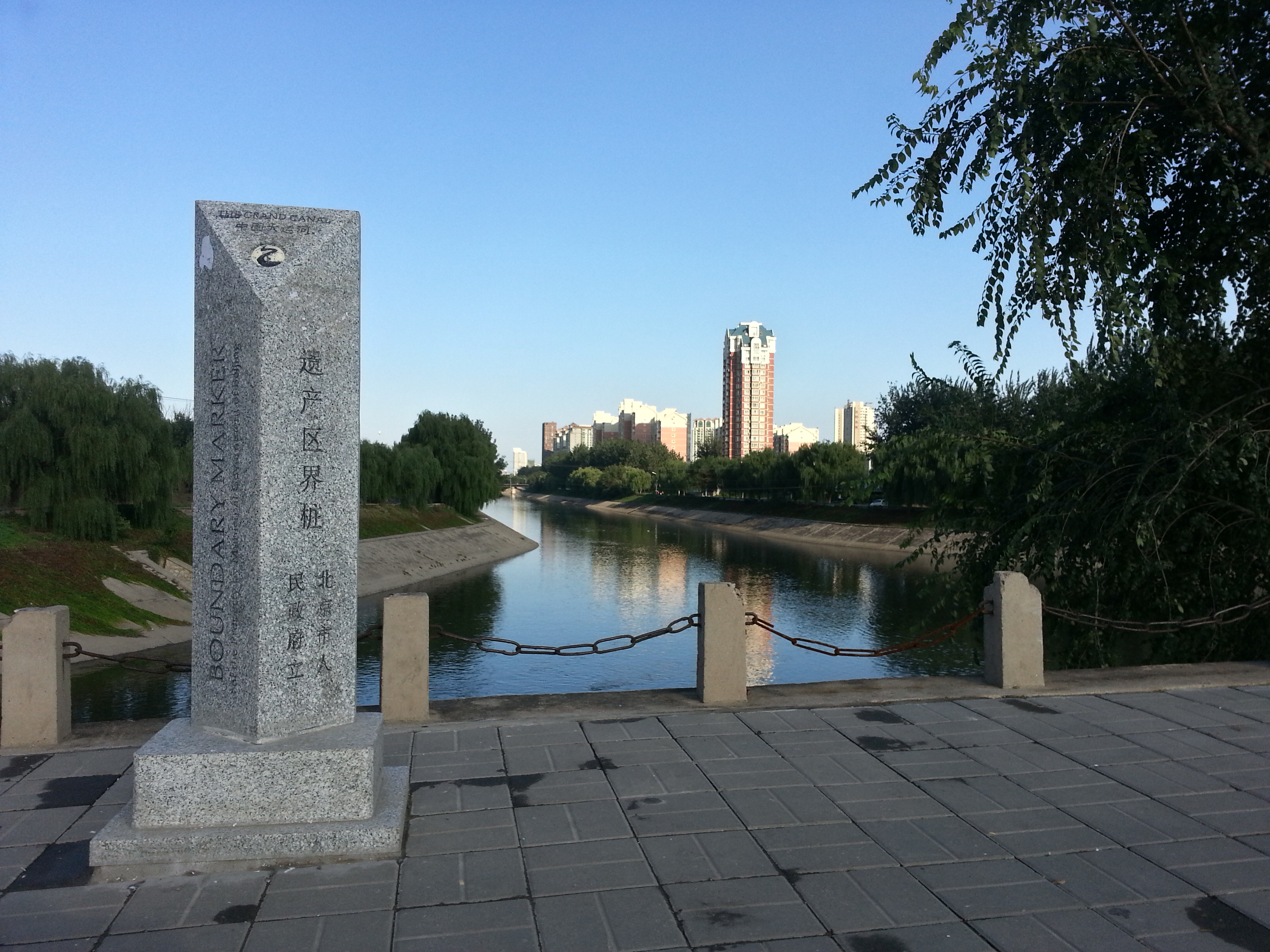
北京通州八里桥下的通惠河及大运河遗产界桩

通惠河是大运河最北的一段，自北京东南至通州，因水源不足，通航不正常。

#### 北运河

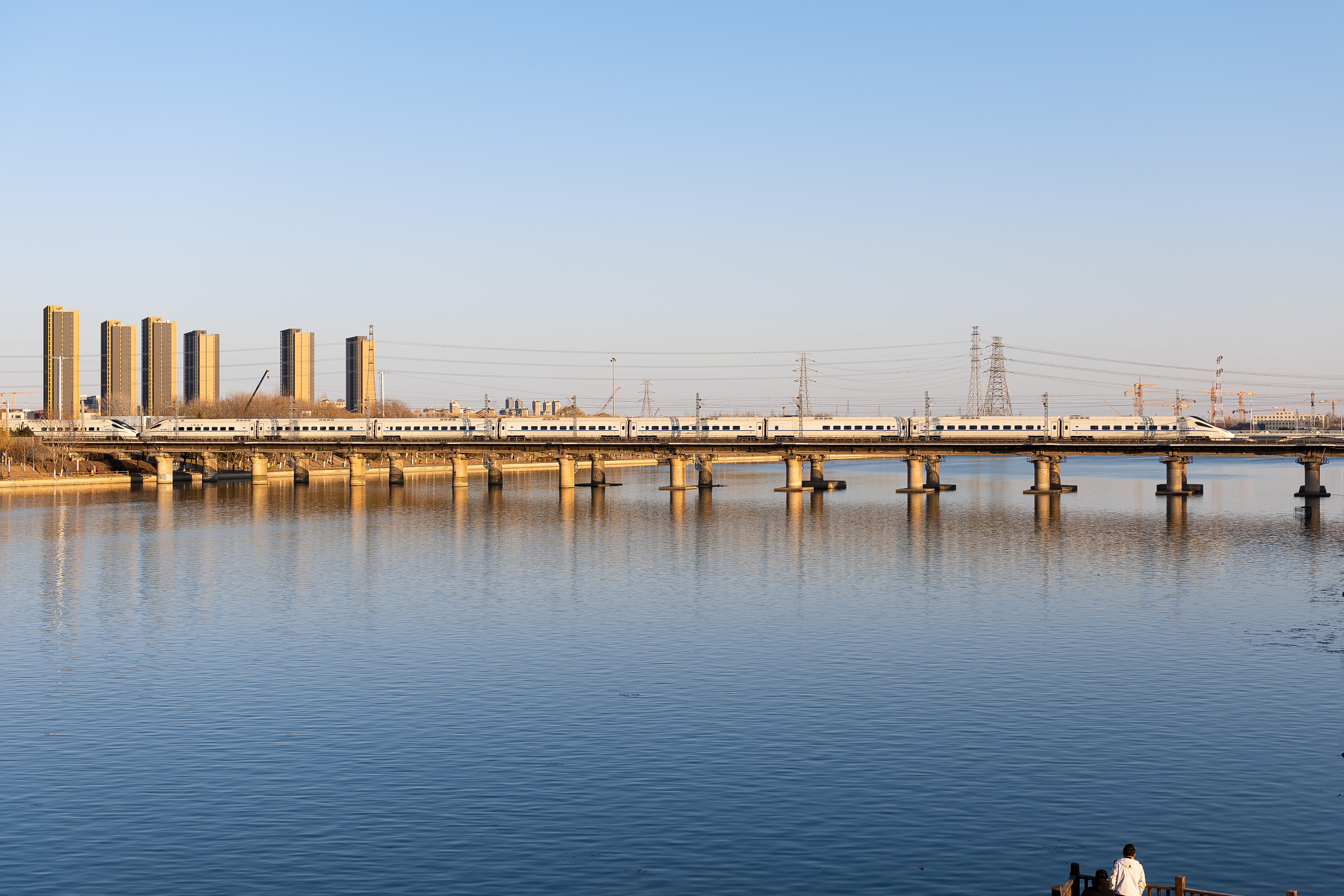
京杭大运河通州段与京哈铁路

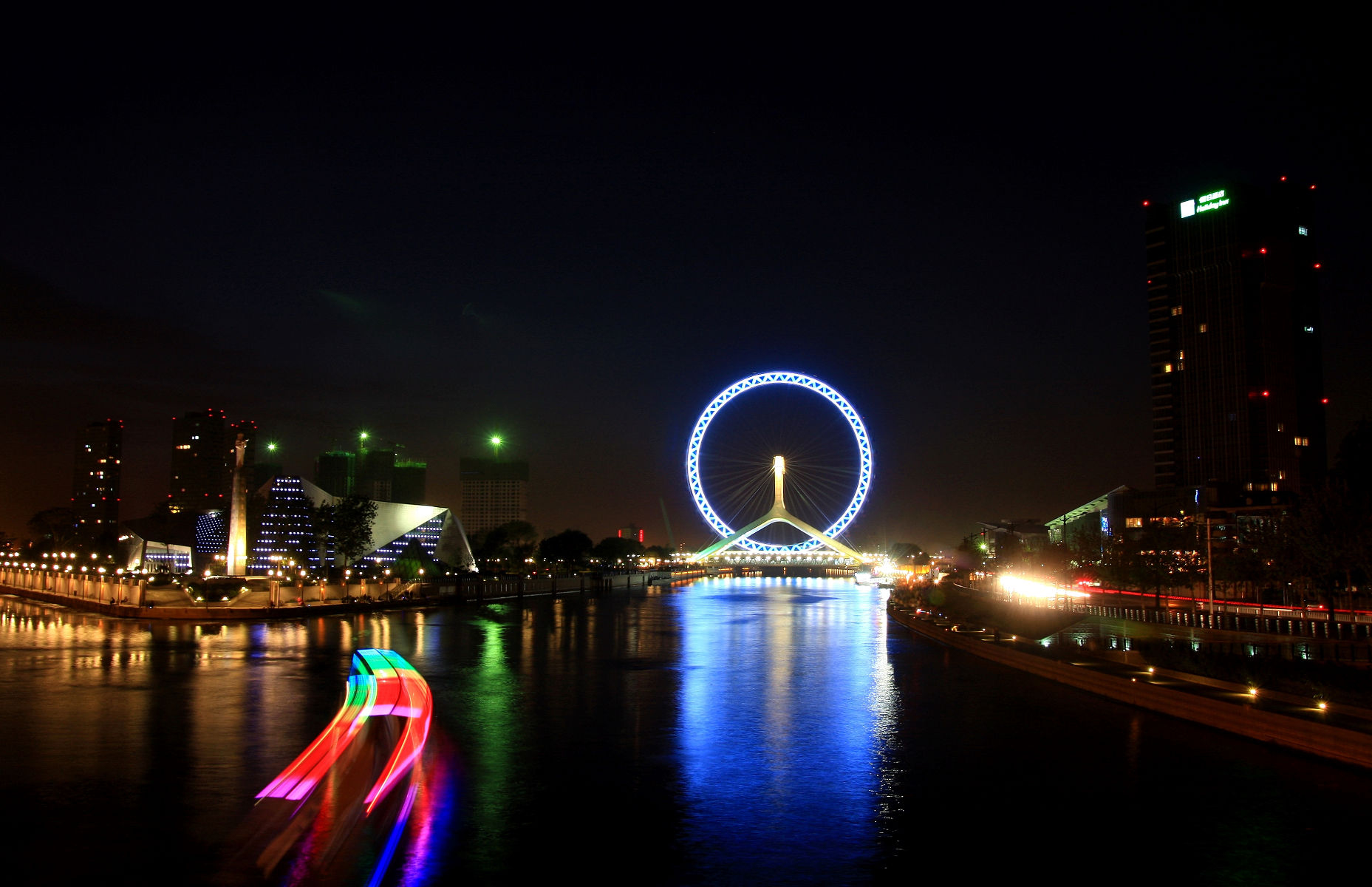
京杭大运河天津段三叉河口

北运河为通州至天津段，长186公里，流经河北省香河县、天津市武清区、北辰区、河北区、红桥区，在天津市三岔河口入海河。全长120公里，流域面积5300平方公里。利用永定河河道，漕运咽喉河西务，曾盛极一时，在天津汇入海河。

#### 南运河
南运河从天津到至山东临清。全长524公里。也分作“卫运河”与“南运河”（狭义）两端。利用原有的卫河加以疏通而成。水流自南而北，至天津汇入海河，流进渤海。1960年代中期，由于漳卫河流域大兴水利，农业用水，导致南运河缺水，航运中断。南运河是海河流域的漳卫河水系的重要导洪通道，设计下泄流量300立方米每秒，由水利部海河水利委员会漳卫南运河管理局负责管理。

#### 鲁运河
鲁运河即会通河，北起临清，南至台儿庄，贯穿山东省西部，长约380公里。明永乐九年（1411年），工部尚书宋礼奉命疏通。宋礼修筑戴村坝，遏汶水济运。从此大运河南北畅通。在济宁设有东河总督，负责山东河南两省河道。1855年黄河北徙，鲁运河被冲毁淤塞，航运遂告中断。  

##### 鲁北运河
鲁北运河，也称位临运河。北起临清，经过聊城，南至黄河。目前全线淤废。

##### 魯南运河
鲁南运河，北起黄河，南至韩庄。1949年后，济宁以南的大运河一直是济宁、兖州煤炭南下华东的重要水运通道。济宁以北的鲁南大运河因没有补给水源而航运停顿。
黄河至济宁的大运河，分为黄河至东平湖出口段、东平湖段、柳长河段、梁济运河段。总长度110公里。
济宁至苏鲁省界的大运河，分为济宁至二级坝段、二级坝至台儿庄的湖东航线段、二级坝至苏鲁省界的湖西航线段，全长214公里。其中，湖东航线走韩庄运河是主要航运通道，达到了III级航道标准。而湖西航道经过蔺家坝至徐州是六级航道。山东境内的湖西航道长51公里。
枣庄運河，可分為韩庄运河和伊家河，西北起独山湖、韩庄微山湖，经万年闸、台儿庄，至陶沟河入徐州界，长93.9公里。
2021年4月9日，瓦日铁路至京杭大运河梁山港公铁水多式联运正式开通。该项目于2015年4月开工建设，被列入山东省重点建设项目、山东省煤炭应急储备基地、山东省多式联运示范工程，项目总概算投资68亿元，一期工程已全部完工，具备了1,500至2,000万吨年货物吞吐能力；二期工程已开工建设，项目整体竣工后，将具备5,000万吨吞吐能力，年可实现销售收入300亿元。包括四项工程：铁路专用线工程、煤炭物流中心工程、港口作业区工程、复航航道疏浚工程。其中铁路专用线一期工程总长度为9.18公里。煤炭物流中心工程一期规模为近期运营能力550万吨/年，远期运营能力1,100万吨/年，并建设一座处理能力240万吨/年的选煤厂。港口作业区一期工程8个2,000吨级散货泊位。复航航道工程即17.2公里三级航道。

#### 江北运河
北起徐州銅山藺家壩，南至扬州六圩运河口，包括不牢河、中运河、里运河，全长404公里。另有大沙河口至藺家壩的微山湖西河道，長57公里。

##### 不牢河
藺家壩至邳州大王廟入中運河。

##### 中运河
中运河自台兒莊向南至清江浦(淮安)黄淮运三水交汇处，长186公里。中运河原为发源于山东的泗水下游故河道，后为黄河所夺，又为南北漕运所经，成为大运河的一部分。 

##### 里运河
里运河自清江浦至瓜洲古渡入长江，长170餘公里。这是大运河最早修凿的河段。有些河段水面高出地面四至五米。明、清兩代，在京杭大运河的枢纽部位（运河与黄河故道交汇处）淮安府城中心专门设立漕运总督和下属庞大的机构，负责漕运事宜。在城西30里外南船北马的水陆要冲清江浦设有南河总督，负责江苏安徽两省河道。来自徽州和山西富甲天下的两淮盐商，聚居在扬州以及淮安河下，竞相建造精巧雅致的私家园林。

#### 江南运河

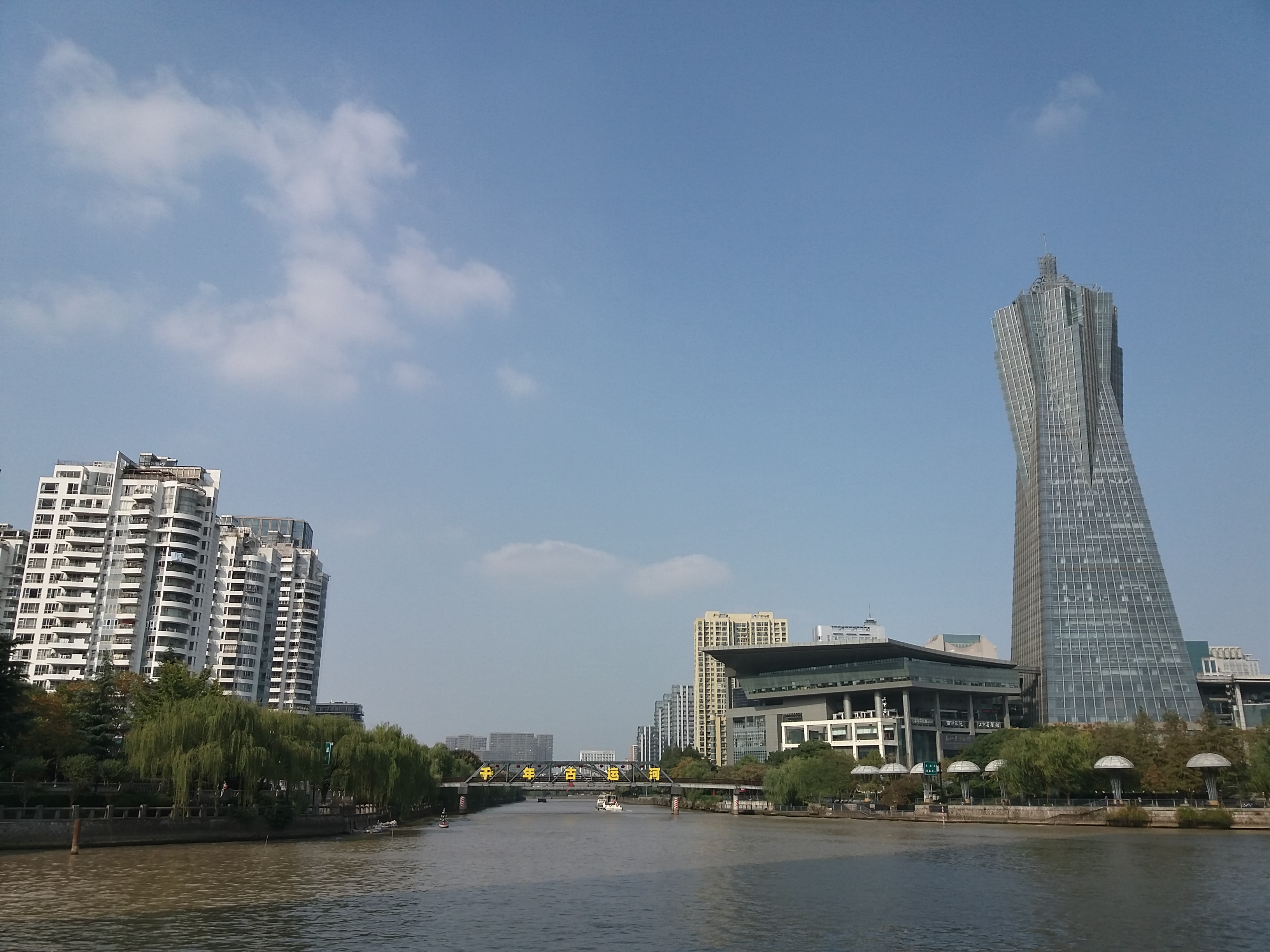
流经杭州武林门的大运河

大运河浙江段

江南运河自镇江至杭州330公里。贯通长江和钱塘江两大水系。江南运河流经太湖流域水网地带，沿线有丹阳、常州、无锡、苏州、嘉兴、杭州等东南重镇，特别是拥有繁华富庶居全国之首，号称“天堂”的两个城市——苏州和杭州。江南运河河面窄而航船多，终日熙熙攘攘，运输繁忙。所经城镇，两岸人家尽枕河，座座石桥跨水上，富有江南水乡特色。
目前江南运河已扩建为3级航道，通行1,000吨内河船只。古石桥则因妨碍通航而改建成现代化永久性大桥。江南运河同长江和钱塘江交汇处各有一座船闸，镇江为谏壁船闸，杭州为三堡船闸。谏壁船闸的业主为江苏省谏壁船闸管理所，现在共有两线船闸，分别建于1976年2月和1999年6月，闸室长230米、门槛水深4米，闸室一线宽20米，二线宽23米；2019年，谏壁船闸年通过量已达1.87亿吨。
明、清兩代，大运河的运输量远超过元代。直到近代海运和現代陸路交通兴起以前，京杭大運河的货物运输量一般占到全国的3/4。明、清兩代，大运河沿线也集中了全国大部分的商业中心城市，在长江以北的半个中国，所有的繁华几乎都集中在运河沿线：扬州、淮安-清江浦、济宁和临清。后来居上的天津，曾以“小扬州”自豪。

### 近代的衰落
- 1842年，英军在鸦片战争中决胜的一战，就是夺取京杭大运河与长江交汇处的镇江，封锁漕运，使道光皇帝迅速作出求和的决定，不久签订了《中英南京条约》。
- 1853年后，太平天国占据南京和安徽沿江一带十多年，运河漕运被迫中断。战争极其惨烈，期间沿线主要城市都遭受重创，部分甚至全部焚毁。
- 1855年黄河改道后，运河山东段逐渐淤废。从此漕运主要改经海路。
- 1872年，轮船招商局在上海成立，正式用轮船承运漕粮。
- 1904年，漕运总督也被撤废。
- 1911年，津浦铁路全线通车。从此京杭大运河以及沿线城市的地位一落千丈。

### 现代

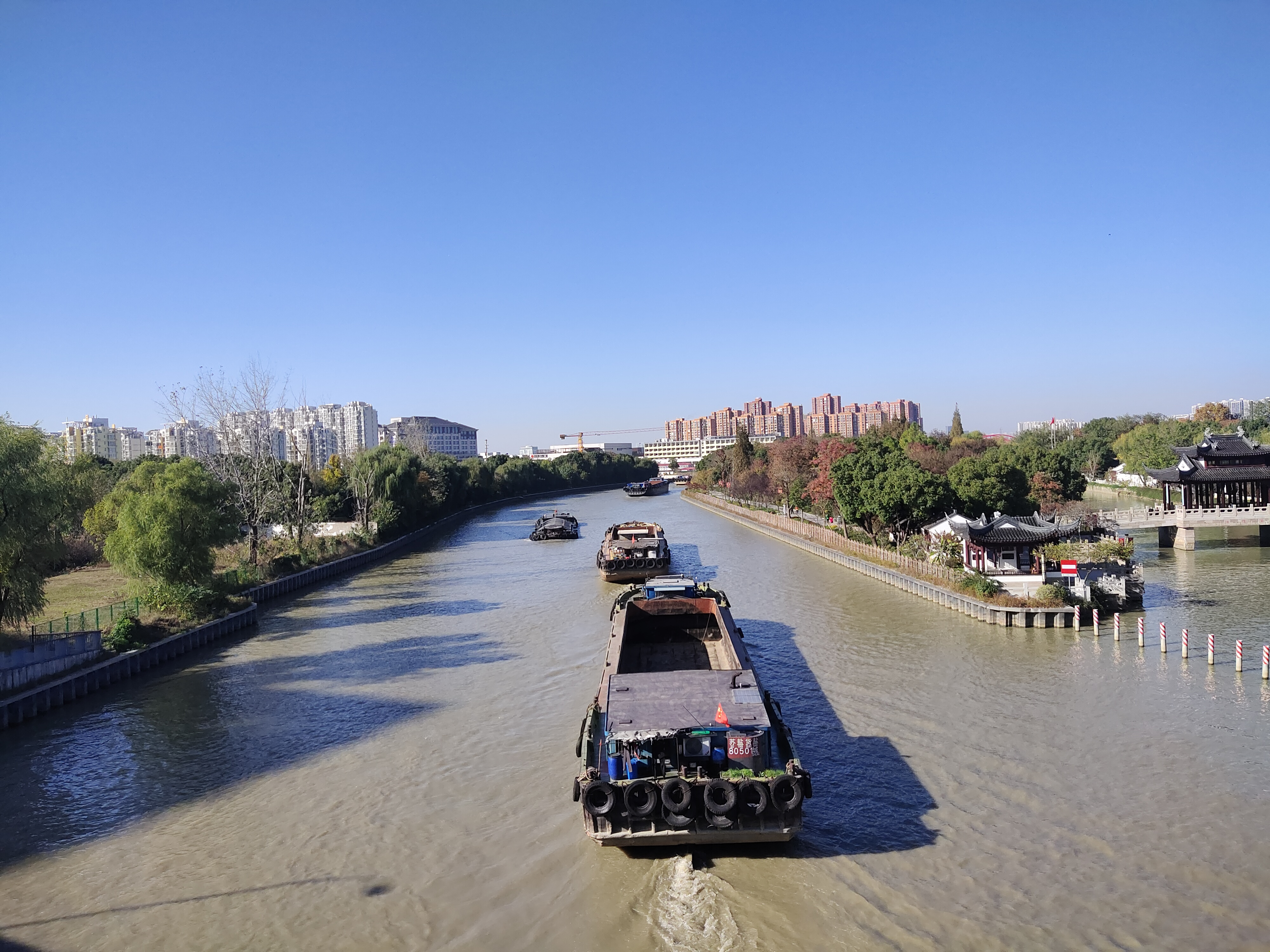
2021年苏州段上的货轮（于何山桥上拍摄，图片东侧为苏州市枫桥风景名胜区）

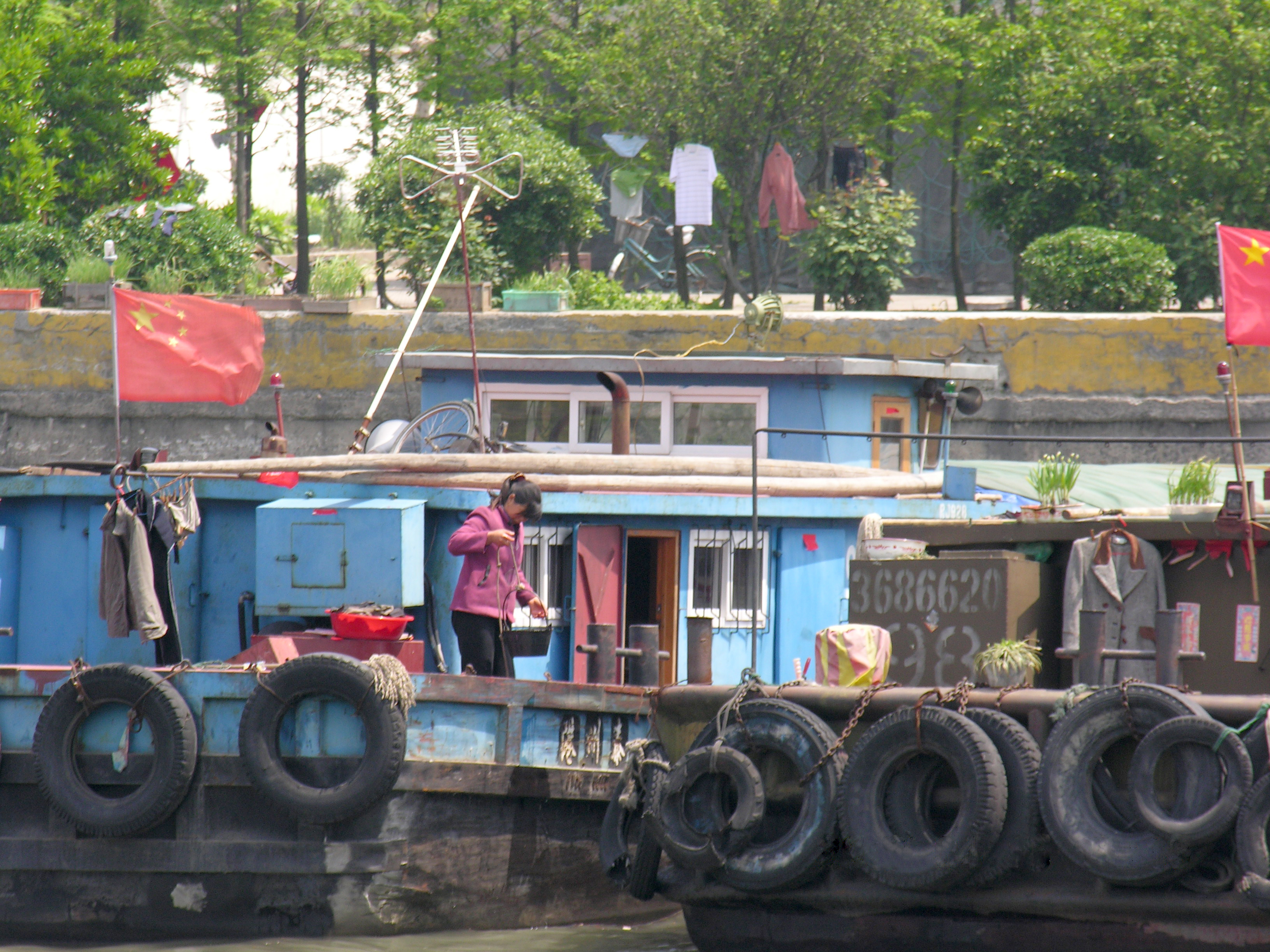
以运河为生的人

近百年來大運河一度受到了很大破壞，有些城市河道已成為排污溝，近代工業與房地產等各種破壞性開發沿河歷史文化遺跡。在黃河以北，大運河許多河段，污染、坍塌甚至乾涸的狀況相當普遍。
1981年3月，万里副总理视察了苏北运河并指示，“经国务院批准，同意徐扬段按二级航道标准建设，新增煤炭运输能力1,000万吨，全段单向通航能力2,000万吨。”1981年5月，交通部会同江苏省在南京召开京杭大运河规划会议。会后，由省交通厅、水利厅分工合作，完成了苏北运河规划方案。续建工程完成后，苏北运河通航条件显著改善，尤其是解决了“过闸难”的问题。苏北运河原为10个梯级，均为单闸运行，随着货运量的迅猛增长，堵航时常发生，扩容势在必行。改革开放以来，苏北运河新建了皂河、宿迁、刘老涧、泗阳、淮阴、淮安、邵伯、施桥等8座复线船闸。
1992年大规模整治前，苏南运河堵塞、断航不时发生，给船主、货主乃至社会造成严重的经济损失。苏南运河整治工程按4级航道标准自1992年8月至1997年10月，历时5年零两个月。1999年至2003年利用世界银行货款，投资7.89亿元建成苏南谏壁复线船闸及苏北解台复线船闸、淮安三线船闸、淮阴三线船闸和宿迁三线船闸等5座船闸工程。至此，在苏北运河最为繁忙的皂河至长江段，8道船闸已可同时运行。
进入21世纪后，随着经济状况的改善，以及南水北调工程的需要，大运河的修缮和环境治理成为了政府的重要工作内容。江苏大运河的运输需求也持续增长，3级航道标准的苏北运河与4级航道标准的苏南运河渐呈瓶颈之势。
2002年12月27日，京杭大运河成为中国大陸南水北调东线工程的重要环节和通道，通过它长江下游的水得以送到北部缺水的山东和河北等地。2006年6月，國務院将京杭大运河列為第六批全國重點文物保護單位。2013年，公布第七批全国重点文物保护单位时将浙东运河和隋唐大运河与第六批全国重点文物保护单位京杭大运河合并，名称改为“大运河”，共有96个子项（参见：大运河文物保护单位子项列表）。2014年6月22日，包括京杭大运河在内的“大运河”在多哈举行的第38届世界遗产委员会会议上入选世界文化遗产。